# Muyinga (stad)
Muyinga is een stad in het noorden van Burundi en het bestuurlijk centrum van de provincie Muyinga. De stad telde 5.533 inwoners bij de volkstelling van 1990 (zevende stad van het land). Door de Burundische Burgeroorlog (1993-2005) is het onbekend hoeveel inwoners de stad nu heeft.
In de stad bevindt zich een rooms-katholiek bisdom (ontstaan in 1968) en de Onze-Lieve-Vrouw van Fátima-kathedraal.